# Список глав Венгрии
В списке представлены главы государства Венгрии со времени, когда страна получила формальную организацию после коронации Иштвана I легатом папы римского Сильвестра ІІ на Рождество 25 декабря 1000 [1 января 1001] года.
Согласно действующей конституции, вступившей в силу 1 января 2012 года, главой государства является президент Венгрии (венг. Magyarország köztársasági elnöke), символизирующий единство нации, ограниченно осуществляющий управление страной и следящий за исполнением демократических норм государственными органами. Президент избирается тайным голосованием в Государственном собрании на 5 лет и не может занимать пост более двух сроков подряд. Если в первом туре голосования ни один кандидат не получил необходимые для избрания голоса более двух третей депутатов, проводится повторное голосование по двум набравшим наибольшее число голосов кандидатам, в котором для избрания достаточно простого большинства полученных голосов. В случае его временной нетрудоспособности обязанности президента исполняет Председатель Государственного собрания.

## Характеристика списка
В списке представлен список руководителей венгерского государства, включая правивших монархов. В монархический период указаны династическая принадлежность персон и обладание ими иными титулами, если они не являлись сугубо номинальными (без территориальной принадлежности) или не были включены в другой титул. В республиканские периоды венгерской истории главой государства являлись президенты (первым из которых был «президент-губернатор» периода революции 1848—1849 годов), председатели (федерального) Центрального исполнительного комитета (в период Венгерской Советской Республики) или председатели (президенты) Президиума (в период Венгерской Народной Республики). В период 1920—1946 годов, когда официально Венгрия являлась королевством, приведены де-факто являвшиеся главой государства при отсутствующем монархе регент Венгрии (1920—1944), «национальный лидер Венгрии» (1944—1945), председатели Временного Национального собрания (1944—1945) и члены Высшего национального совета (1945—1946), однако они не включены в сквозную нумерацию республиканских руководителей.
В случае, когда персона получила повторные полномочия последовательно за первоначальными, раздельно отражается каждый такой срок (например, два последовательных срока полномочий Яноша Адера с 2012 года). Также отражён различный характер полномочий глав государства (например, единый срок нахождения во главе государства Ференца Салаши в 1944—1945 годы разделён на периоды, когда он, первоначально, был председателем Правительства национального единства, де-факто исполняющим обязанности регента Венгрии, а затем был приведён к присяге как «Национальный лидер», венг. Nemzetvezető).
В столбце «Выборы» отражены состоявшиеся выборные процедуры (за исключением выборов монарха). В случае, если глава государства получил полномочия без таковых, столбец не заполняется. Использованная в первых столбцах таблиц республиканских периодов нумерация является условной и применена к лицам, являвшимися президентами на выборной основе, либо на постоянной основе возглавлявшим орган, являвшийся коллективным главой государства. Также условным является использование в первых столбцах этих таблиц цветовой заливки, служащей для упрощения восприятия принадлежности лиц к различным политическим силам без необходимости обращения к столбцу, отражающему партийную принадлежность. Наряду с партийной принадлежностью, в столбце «Партия» также отражён внепартийный (независимый) статус персоналий.
Курсивом на сером фоне показаны даты начала и окончания полномочий оппозиционных правителей, контролирующих значительную часть территории (например, Габора Бетлена и Ференца II Ракоци), и Фердинанда IV, коронованного как соправитель, но не имевшего периода самостоятельно правления.
Для удобства список разделён на принятые в венгерской историографии периоды истории страны. Приведённые в преамбулах к каждому из разделов описания этих периодов призваны пояснить особенности политической жизни страны. До 21 октября [1 ноября] 1587 года, когда Венгрия перешла на григорианский календарь, также приведены юлианские даты.

## От Иштвана Святого до Альберта (1001—1439)

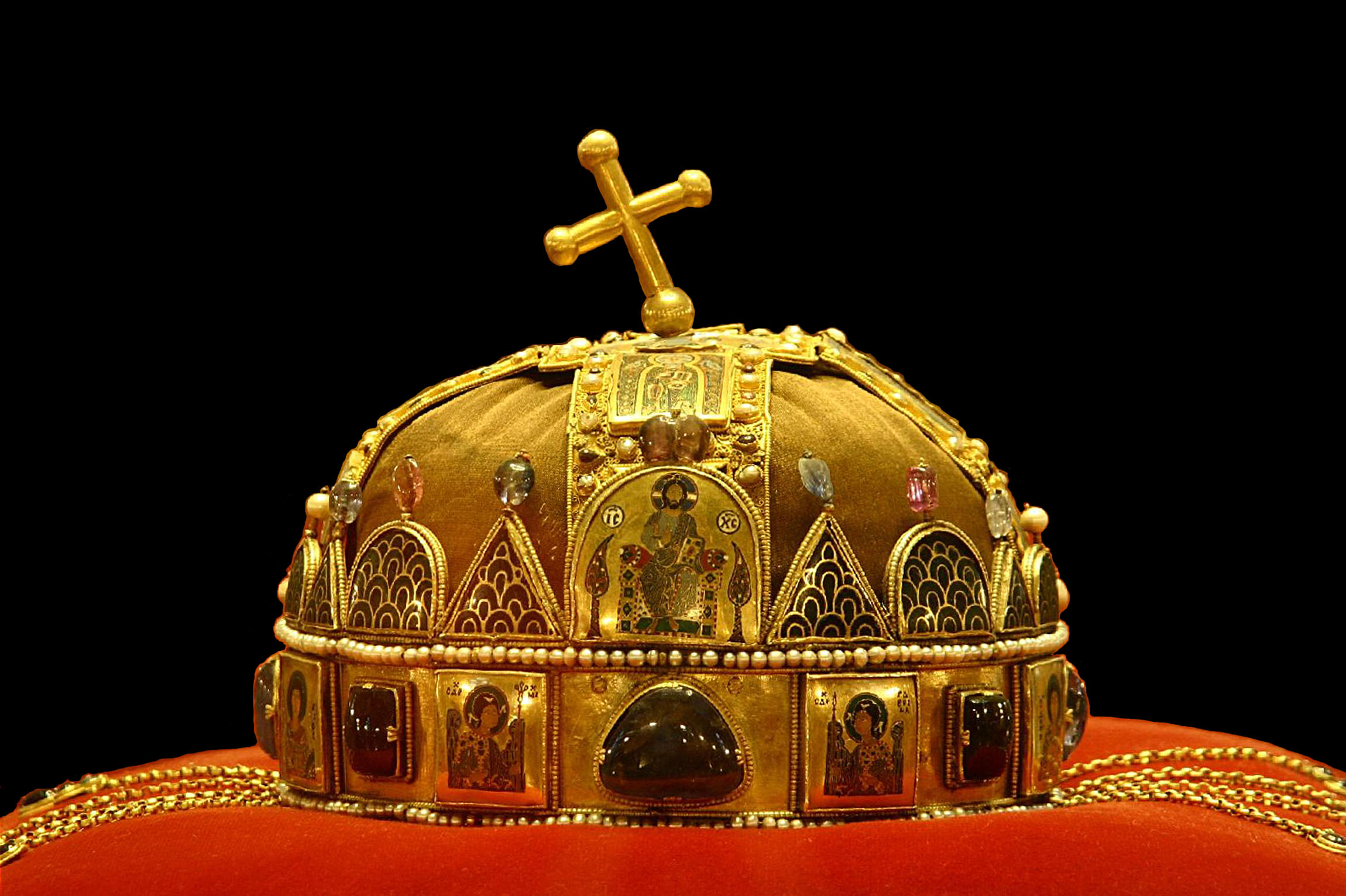
Корона Святого Иштвана

Первый венгерский король Иштван, из рода правителя венгров Арпада (на рубеже IX и X веков), был коронован легатом папы римского Сильвестра ІІ Астриком на Рождество 25 декабря 1000 [1 января 1001] года с титулом апостолического короля (венг. Apostoli Királya, лат. Rex Apostolicus). Присланной из Рима короной Святого Иштвана в последующем короновались почти все последующие правители.
В 1097 году король Кальман занял большую часть территории Хорватии, 17 [23] мая 1102 года он был коронован в Биограде-на-Мору как король Хорватии и Далмации (хорв. kralj Hrvatske i Dalmacije), чему предшествовало заключение соглашения с хорватским Сабором об условиях личной унии венгерского и хорватского престолов («Pacta conventa»). В 1301 году династия Арпадов на венгерском троне пресеклась, после периода династической борьбы к 1307 году на нём утвердилась анжуйская ветвь дома Капетингов.
После смерти в 1439 году короля Альберта, первого представителя габсбургов на венгерском престоле, развернулась гражданская война между их сторонниками, с одной стороны, и магнатами, поддержавшими претензии на венгерский трон польского короля ягеллона Владислава III, с другой.
| Портрет | Имя (годы жизни)                                                                                | Правление                       | Правление                       | Династия                                                                                                 | Особенности титула | Пр.                  |
| Портрет | Имя (годы жизни)                                                                                | Начало                          | Окончание                       | Династия                                                                                                 | Особенности титула | Пр.                  |
| --- | ----------------------------------------------------------------------------------------------- | ------------------------------- | ------------------------------- | --- | --- | -------------------- |
| | Иштван I (Святой) (970/975—1038) венг. (Szent) I. István лат. Sanctus Stephanus                 | 25 декабря 1000 [1 января 1001] | 10 [16] августа 1038            | дом Арпад венг. Árpád-ház                                                                                | апостолический король Венгрии венг. Magyarország apostoli királya | [ 1 ] [ 12 ]         |
| | Петер (1011—1046 или 1060) венг. Péter итал. Pietro                                             | 10 [16] августа 1038            | сентябрь 1041                   | дом Орсеоло венг. Orseolo-ház итал. Orseolo лат. Ursyilus                                                | король Венгрии венг. Magyarország királya | [ 14 ] [ 15 ]        |
| | Шамуэль (ок. 990—1044) венг. Sámuel                                                             | сентябрь 1041                   | 5 [11] июля 1044                | дом Арпад венг. Árpád-ház                                                                                | король Венгрии венг. Magyarország királya | [ 15 ] [ 16 ] [ 17 ] |
| | Петер (1011—1046 или 1060) венг. Péter итал. Pietro                                             | 5 [11] июля 1044                | октябрь? 1046                   | дом Орсеоло венг. и итал. Orseolo лат. Ursyilus                                                          | король Венгрии венг. Magyarország királya | [ 14 ] [ 15 ]        |
| | Андраш I (ок. 1015—1060) венг. I. András                                                        | октябрь? 1046                   | 6 [12] декабря 1060             | дом Арпад венг. Árpád-ház                                                                                | король Венгрии венг. Magyarország királya | [ 18 ]               |
| | Бела I (ок. 1016—1063) венг. I. Béla                                                            | 6 [12] декабря 1060             | 11 [17] сентября 1063           | дом Арпад венг. Árpád-ház                                                                                | король Венгрии венг. Magyarország királya | [ 19 ] [ 20 ] [ 21 ] |
| С 11 (17) сентября по декабрь 1063 года — под управлением надора                                                                            |                                                                                                 |                                 |                                 | | |                      |
| | Шаламон (1052—1087) венг. Salamon                                                               | декабрь 1063                    | 14 [20] марта 1074              | дом Арпад венг. Árpád-ház                                                                                | король Венгрии венг. Magyarország királya | [ 22 ] [ 23 ]        |
| | Геза I (1044 (?) — 1077) венг. I. Géza                                                          | 14 [20] марта 1074              | 25 апреля [1 мая] 1077          | дом Арпад венг. Árpád-ház                                                                                | король Венгрии венг. Magyarország királya | [ 24 ] [ 25 ] [ 26 ] |
| | Ласло I (1046—1095) венг. I. László                                                             | 25 апреля [1 мая] 1077          | 29 июля [4 августа] 1095        | дом Арпад венг. Árpád-ház                                                                                | король Венгрии венг. Magyarország királya | [ 27 ] [ 28 ] [ 29 ] |
| | Кальман (ок. 1070—1116) венг. Kálmán хорв. Koloman                                              | 29 июля [4 августа] 1095        | 3 [10] февраля 1116             | дом Арпад венг. Árpád-ház                                                                                | король Венгрии венг. Magyarország királya король Хорватии и Далмации (с 1102) хорв. kralj Hrvatske i Dalmacije | [ 30 ] [ 31 ] [ 32 ] |
| | Иштван II (1101—1131) венг. II. István хорв. Stjepan II.                                        | 3 [10] февраля 1116             | 1 [8] марта 1131                | дом Арпад венг. Árpád-ház                                                                                | король Венгрии венг. Magyarország királya король Хорватии и Далмации хорв. kralj Hrvatske i Dalmacije | [ 33 ] [ 34 ]        |
| С 1 (8) марта по 28 апреля (5 мая) 1131 года — под управлением надора                                                                       |                                                                                                 |                                 |                                 | | |                      |
| | Бела II (1108—1141) венг. II. Béla хорв. Bela I.                                                | 28 апреля [5 мая] 1131          | 13 [20] февраля 1141            | дом Арпад венг. Árpád-ház                                                                                | король Венгрии венг. Magyarország királya король Хорватии и Далмации хорв. kralj Hrvatske i Dalmacije | [ 35 ] [ 36 ] [ 37 ] |
| | Геза II (1130—1162) венг. II. Géza хорв. Geza I.                                                | 13 [20] февраля 1141            | 31 мая [7 июня] 1162            | дом Арпад венг. Árpád-ház                                                                                | король Венгрии венг. Magyarország királya король Хорватии и Далмации хорв. kralj Hrvatske i Dalmacije | [ 38 ] [ 39 ] [ 40 ] |
| | Иштван III (1147—1172) венг. III. István хорв. Stjepan IV.                                      | 31 мая [7 июня] 1162            | 15 [22] июля 1162               | дом Арпад венг. Árpád-ház                                                                                | король Венгрии венг. Magyarország királya король Хорватии и Далмации хорв. kralj Hrvatske i Dalmacije | [ 41 ] [ 42 ] [ 43 ] |
| | Ласло II (1131—1163) венг. II. László хорв. Ladislav I.                                         | 15 [22] июля 1162               | 14 [21] января 1163             | дом Арпад венг. Árpád-ház                                                                                | король Венгрии венг. Magyarország királya король Хорватии и Далмации хорв. kralj Hrvatske i Dalmacije | [ 44 ] [ 45 ] [ 46 ] |
| | Иштван IV (1133—1165) венг. IV. István хорв. Stjepan V.                                         | 14 [21] января 1163             | 19 [26] июня 1163               | дом Арпад венг. Árpád-ház                                                                                | король Венгрии венг. Magyarország királya король Хорватии и Далмации хорв. kralj Hrvatske i Dalmacije | [ 47 ] [ 48 ] [ 49 ] |
| | Иштван III (1147—1172) венг. III. István хорв. Stjepan IV.                                      | 19 [26] июня 1163               | 4 [11] марта 1172               | дом Арпад венг. Árpád-ház                                                                                | король Венгрии венг. Magyarország királya король Хорватии и Далмации хорв. kralj Hrvatske i Dalmacije | [ 41 ] [ 42 ] [ 43 ] |
| С 4 (11) марта 1172 года по 13 (20) января 1173 года — под управлением надора Ампуда (венг. Ampud)                                          |                                                                                                 |                                 |                                 | | |                      |
| | Бела III (1147—1172) венг. III. Béla хорв. Bela II.                                             | 13 [20] января 1173             | 23 [30] апреля 1196             | дом Арпад венг. Árpád-ház                                                                                | король Венгрии венг. Magyarország királya король Хорватии и Далмации хорв. kralj Hrvatske i Dalmacije | [ 50 ] [ 51 ] [ 52 ] |
| | Имре (1174—1204) венг. Imre хорв. Emerik серб. Емерик                                           | 23 [30] апреля 1196             | 30 ноября [7 декабря] 1204      | дом Арпад венг. Árpád-ház                                                                                | король Венгрии венг. Magyarország királya король Хорватии и Далмации хорв. kralj Hrvatske i Dalmacije король Сербии (1202—1204) серб. краљ Србије | [ 53 ] [ 54 ] [ 55 ] |
| | Ласло III (1199—1205) венг. III. László хорв. Ladislav II.                                      | 30 ноября [7 декабря] 1204      | 7 [14] мая 1205                 | дом Арпад венг. Árpád-ház                                                                                | король Венгрии венг. Magyarország királya король Хорватии и Далмации хорв. kralj Hrvatske i Dalmacije | [ 56 ] [ 57 ]        |
| | Андраш II (1176—1235) венг. II. András хорв. Andrija I.                                         | 7 [14] мая 1205                 | 21 [28] сентября 1235           | дом Арпад венг. Árpád-ház                                                                                | король Венгрии венг. Magyarország királya король Хорватии и Далмации хорв. kralj Hrvatske i Dalmacije | [ 58 ] [ 59 ] [ 60 ] |
| | Бела IV (1206—1270) венг. IV. Béla хорв. Bela III. нем. Béla                                    | 21 [28] сентября 1235           | 3 [10] мая 1270                 | дом Арпад венг. Árpád-ház                                                                                | король Венгрии венг. Magyarország királya король Хорватии и Далмации хорв. kralj Hrvatske i Dalmacije герцог Штирии (1254—1258) серб. Herzog der Steiermark | [ 61 ] [ 62 ] [ 63 ] |
| | Иштван V (1239—1272) венг. V. István хорв. Stjepan VI. нем. Stephan                             | 3 [10] мая 1270                 | 6 [13] августа 1272             | дом Арпад венг. Árpád-ház                                                                                | король Венгрии венг. Magyarország királya король Хорватии и Далмации хорв. kralj Hrvatske i Dalmacije герцог Штирии (1258—1260) серб. Herzog der Steiermark | [ 64 ] [ 65 ] [ 66 ] |
| | Ласло IV (1262—1290) венг. IV. László хорв. Ladislav III.                                       | 6 [13] августа 1272             | 10 [17] июля 1290               | дом Арпад венг. Árpád-ház                                                                                | король Венгрии венг. Magyarország királya король Хорватии и Далмации хорв. kralj Hrvatske i Dalmacije | [ 67 ] [ 68 ] [ 69 ] |
| С 10 (17) по 23 (30) июля 1290 года — под управлением надора Миже (венг. Mizse)                                                             |                                                                                                 |                                 |                                 | | |                      |
| | Андраш III (1262—1290) венг. III. András хорв. Andrija II.                                      | 23 [30] июля 1290               | 14 [22] января 1301             | дом Арпад венг. Árpád-ház                                                                                | король Венгрии венг. Magyarország királya король Хорватии и Далмации хорв. kralj Hrvatske i Dalmacije | [ 70 ] [ 71 ] [ 72 ] |
| | Кароль (1271—1295) венг. Károly итал. Carlo Martello                                            | 6 [13] января 1292              | 19 [26] августа 1295            | Анжу-Сицилийский дом венг. Anjou–Szicíliai-ház фр. Maison capétienne d'Anjou-Sicile                      | титулярный король Венгрии | [ 73 ]               |
| С 14 (22) января по 27 августа (4 сентября) 1301 года — под управлением надора Амаде (или Омоде, венг. Amadé (Omode) fia Dávid nembeli Aba) |                                                                                                 |                                 |                                 | | |                      |
| | Ласло (Венцель) (1289—1306) венг. László (Vencel) хорв. Ladislav чеш. Václav III пол. Wacław II | 27 августа [4 сентября] 1301    | 9 [17] октября 1305             | дом Пржемысл венг. Přemysl-ház чеш. Přemyslovci                                                          | король Венгрии венг. Magyarország királya король Хорватии и Далмации хорв. kralj Hrvatske i Dalmacije король Чехии (с 1305) чеш. Český král, нем. König von Böhmen король Польши (с 1305) пол. król Polski | [ 74 ] [ 75 ] [ 76 ] |
| С 9 (17) октября по 5 (13) декабря 1305 года — под управлением надора Якаба Копаса (венг. Kopasz Jakab fia Tamás nembeli Borsa)             |                                                                                                 |                                 |                                 | | |                      |
| | Бела V (1261—1312) венг. V. Béla хорв. Béla V. нем. Otto I.                                     | 5 [13] декабря 1305             | 10 [18] октября 1307            | дом Виттельсбах венг. Wittelsbach-ház нем. Wittelsbach                                                   | король Венгрии венг. Magyarország királya король Хорватии и Далмации хорв. kralj Hrvatske i Dalmacije герцог Нижней Баварии нем. Herzog von Niederbayern | [ 77 ] [ 78 ]        |
| | Кароль I (1288—1342) венг. I. Károly хорв. Karlo I.                                             | 10 [18] октября 1307            | 16 [24] июля 1342               | Анжу-Сицилийский дом венг. Anjou–Szicíliai-ház фр. Maison capétienne d'Anjou-Sicile                      | король Венгрии венг. Magyarország királya король Хорватии и Далмации хорв. kralj Hrvatske i Dalmacije | [ 79 ] [ 80 ]        |
| | Лайош I (1326—1382) венг. I. Lajos хорв. Ludovik I. пол. Ludwik I                               | 16 [24] июля 1342               | 11 [19] сентября 1382           | Анжу-Сицилийский дом венг. Anjou–Szicíliai-ház фр. Maison capétienne d'Anjou-Sicile                      | король Венгрии венг. Magyarország királya король Хорватии и Далмации хорв. kralj Hrvatske i Dalmacije король Польши (с 1370) пол. król Polski | [ 81 ] [ 82 ] [ 83 ] |
| | Мария I (1371—1395) венг. I. Mária хорв. Marija I.                                              | 11 [19] сентября 1382           | 31 декабря 1385 [8 января 1386] | Анжу-Сицилийский дом венг. Anjou–Szicíliai-ház фр. Maison capétienne d'Anjou-Sicile                      | королева Венгрии венг. Magyarország királynő королева Хорватии и Далмации хорв. kraljica Hrvatske i Dalmacije | [ 84 ] [ 85 ] [ 86 ] |
| | Кароль II (1345—1386) венг. II. Károly хорв. Karlo II. итал. Carlo III фр. Charles              | 31 декабря 1385 [8 января 1386] | 7 [15] февраля 1386             | Анжу-Сицилийский дом венг. Anjou–Szicíliai-ház фр. Maison capétienne d'Anjou-Sicile                      | король Венгрии венг. Magyarország királya король Хорватии и Далмации хорв. kralj Hrvatske i Dalmacije король Неаполя (c 1382) итал. re di Napoli князь Ахеи (c 1383) фр. prince d'Achaïe | [ 84 ] [ 87 ] [ 88 ] |
| | Мария I (1371—1395) венг. I. Mária хорв. Marija I.                                              | 7 [15] февраля 1386             | 17 [25] мая 1395                | Анжу-Сицилийский дом венг. Anjou–Szicíliai-ház фр. Maison capétienne d'Anjou-Sicile                      | королева Венгрии венг. Magyarország királynő королева Хорватии и Далмации хорв. kraljica Hrvatske i Dalmacije | [ 84 ] [ 85 ] [ 86 ] |
| | Жигмонд (1368—1437) венг. Zsigmond хорв. Žigmund нем. Siegmund лат. Sigismundus чеш. Zikmund    | 31 марта [8 апреля] 1387        | 9 [18] декабря 1437             | дом Люксембург венг. Luxemburgi-ház нем. Haus Luxemburg                                                  | король Венгрии венг. Magyarország királya Прочие титулы:король Хорватии и Далмациихорв. kralj Hrvatske i Dalmacije курфюрст Бранденбурга (1368—1378 и 1411—1415) нем. Brandenburgs Kurfürst герцог Люксембурга (1419—1437) нем. Herzog von Luxemburg Римский король (1410—1433) лат. Rex Romanorum, нем. Römischer König император Священной Римской империи (с 1433) лат. Imperator Sancti Romani, нем. Kaiser des Heiligen römischen Reiches король Чехии (с 1419) чеш. Český král, нем. König von Böhmen | [ 89 ] [ 90 ] [ 91 ] |
| | Ласло (1377—1414) венг. László итал. Ladislao                                                   | 5 [14] августа 1403             | октябрь 1403                    | Анжу-Сицилийский дом венг. Anjou–Szicíliai-ház фр. Maison capétienne d'Anjou-Sicile                      | титулярный король Венгрии король Неаполя (с 1386) итал. re di Napoli | [ 92 ]               |
| С 9 (18) декабря 1437 года по 1 (10) января 1438 года — под управлением надора Лёринца Хедервари (венг. Hédervári Lőrinc)                   |                                                                                                 |                                 |                                 | | |                      |
| | Альберт (1397—1439) венг. и хорв. Albert нем. Albrecht II. лат. Albertus II чеш. Albrecht       | 1 [10] января 1438              | 27 октября [5 ноября] 1439      | Альбертинская линия дома Габсбург венг. Habsburg-ház Alberti ág нем. Albertine Linie des Hauses Habsburg | король Венгрии венг. Magyarország királya Прочие титулы:король Хорватии хорв. kralj Hrvatske герцог Австрии (с 1404) нем. Herzog von Österreich маркграф Моравии (с 1423) чеш. markrabě Morava, нем. Markgraf von Mähren король Чехии (с 1437) чеш. Český král, нем. König von Böhmen Римский король (с 1438) лат. Rex Romanorum, нем. Römischer König | [ 93 ] [ 94 ] [ 95 ] |

## От династической междоусобицы до битвы при Мохаче (1439—1526)

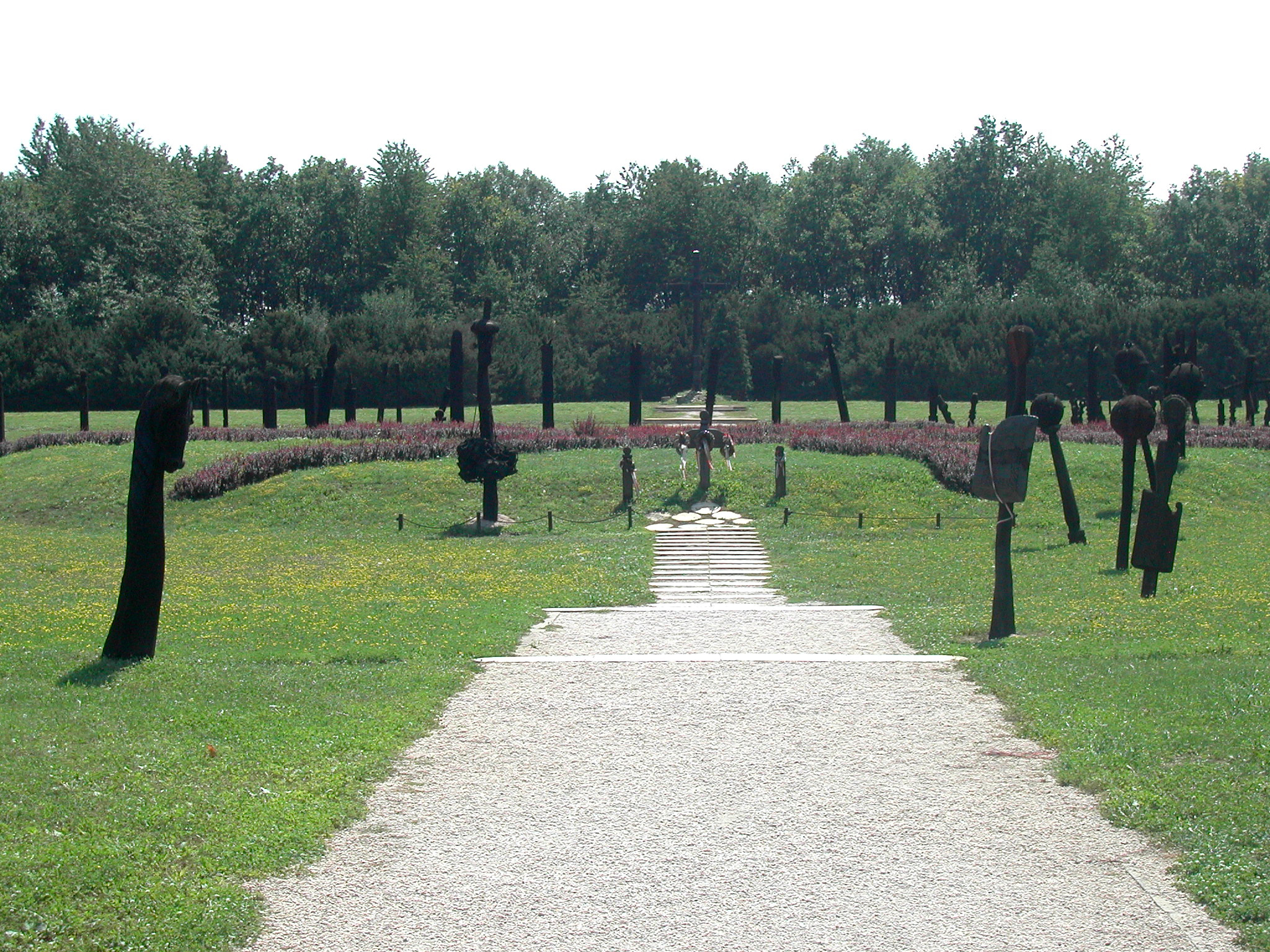
Мемориал битвы при Мохаче

После смерти в 1439 году короля Альберта, первого представителя Габсбургов на венгерском престоле, развернулась гражданская война между их сторонниками, с одной стороны, и магнатами, поддержавшими претензии на венгерский трон польского короля ягеллона Владислава III, с другой. Сын Альберта родился после смерти отца 22 февраля [2 марта] 1440 года и был коронован под именем Ласло V по настоянию матери Эржебеты Люксембургской 15 [24] мая 1440 года. Параллельно согласие занять пустующий престол дал польский король Владислав III, который вошёл в Буду 19 [28] мая 1440 года и был коронован под именем Уласло I 17 [26] июля 1440 года. Обе коронации были проведены с некоторыми нарушениями традиции: на Ласло V была возложена вывезенная вместе с ним корона святого Иштвана, для Уласло I была изготовлена специальная корона, но использованы все иные коронационные регалии. Как следствие, между поддерживающими двух королей магнатами с привлечением иностранных войск началась длительная война, в целом завершившаяся к лету 1442 года поражением армии сторонников Габсбургов. Однако после гибели 10 [19] ноября 1444 года в битве при Варне Уласло I вновь возник вакуум власти, в котором в качестве компромисса венгерская знать выразила готовность признать королём Ласло V при условии, что удерживающий его римский король Фридрих IV освободит своего опекаемого внучатого племянника и вернёт венгерские королевские регалии, на что Фридрих ответил отказом.
В результате 6 [15] января 1446 года викарием (лат. vicarius — «заместитель», «наместник») и губернатором (венг. kormányzója) Венгрии был избран Янош Хуньяди, возвысившийся и фактически управлявший страной при Уласло I. После состоявшейся 19 [28] марта 1452 коронации Фридриха императором Священной Римской империи (под именем Фридрих III) против него восстало австрийское дворянство, заключившее союз с венграми и чехами, требующими освобождения Ласло V. Фридрих был вынужден уступить, и 2 [11] января 1453 года государственное собрание Венгрии вновь признало Ласло королём. После его смерти, последовавшей в 1457 году, королём был выбран сын Яноша Хуньяди Матьяш, правление которого считается пиком могущества венгерского королевства. 19 [28] июля 1463 года в Винер-Нойштадте он заключил договор о взаимном наследовании с императором Фридрихом III, по которому тот получил право использовать титул «король Венгрии», за что вернул святую корону (Матьяш был коронован ею 29 марта [7 апреля] 1464 года). В 1490 году Матьяш I скончался, не оставив законного наследника. Его бастард Янош Корвин отказался от короны в обмен на признание за ним ряда владений, сын Фридриха III Максимилиан, опиравшийся на заключённый отцом договор 1463 года, проиграл выборы племяннику Ласло V чешскому королю Владиславу II, согласившемуся подписать избирательную капитуляцию и коронованному под именем Уласло II.
Бездетный сын Уласло II Лайош II погиб 29 августа [8 сентября] 1526 года в битве при Мохаче, когда Османская империя сокрушила венгро-чешско-хорватское войско и в итоге заняла Среднедунайскую равнину. В соответствии с династическим союзом между Габсбургами и Ягеллонами (в 1506 году римский корольМаксимилиан I и Уласло II возобновили договор о взаимном наследовании, а затем в 1515 году на встрече Максимилиана I, Уласло II и короля Польши Сигизмунда I, брата Уласло II, заключили соглашение о двух браках: внучки Максимилиана Марии с Лайошем, сыном Уласло, и внука Максимилиана Фердинанда с дочерью Уласло Анной), Венгрия и Чехия были присоединены к владениям Габсбургов.
| Портрет | Имя (годы жизни) | Правление | Правление | Династия | Особенности титула | Пр. |
| Портрет | Имя (годы жизни) | Начало | Окончание | Династия | Особенности титула | Пр. |
| С 27 октября (5 ноября) 1439 года по 29 июня (8 июля) 1440 года — повторно под управлением надора Лёринца Хедервари (венг. Hédervári Lőrinc) | С 27 октября (5 ноября) 1439 года по 29 июня (8 июля) 1440 года — повторно под управлением надора Лёринца Хедервари (венг. Hédervári Lőrinc) | С 27 октября (5 ноября) 1439 года по 29 июня (8 июля) 1440 года — повторно под управлением надора Лёринца Хедервари (венг. Hédervári Lőrinc) | С 27 октября (5 ноября) 1439 года по 29 июня (8 июля) 1440 года — повторно под управлением надора Лёринца Хедервари (венг. Hédervári Lőrinc) | С 27 октября (5 ноября) 1439 года по 29 июня (8 июля) 1440 года — повторно под управлением надора Лёринца Хедервари (венг. Hédervári Lőrinc) | С 27 октября (5 ноября) 1439 года по 29 июня (8 июля) 1440 года — повторно под управлением надора Лёринца Хедервари (венг. Hédervári Lőrinc)                                                         | С 27 октября (5 ноября) 1439 года по 29 июня (8 июля) 1440 года — повторно под управлением надора Лёринца Хедервари (венг. Hédervári Lőrinc) |
| --- | --- | --- | --- | --- | --- | --- |
| | Ласло V (1440—1457) венг. V. László хорв. Ladislav IV. нем. Ladislaus                                                                        | 22 февраля [2 марта] 1440 | 19 [28] декабря 1442 | Альбертинская линия дома Габсбург венг. Habsburg-ház Alberti ág нем. Albertine Linie des Hauses Habsburg                                     | король Венгрии венг. Magyarország királya король Хорватии хорв. kralj Hrvatske герцог Австрии (с 1440) нем. Herzog von Österreich                                                                    | [ 11 ] [ 105 ] [ 106 ] |
| | Уласло I (1424—1444) венг. I. Ulászló хорв. Vladislav I. пол. Władysław III                                                                  | 29 июня [8 июля] 1440 | 10 [19] ноября 1444 | дом Ягелло венг. Jagelló-ház пол. Jagiellonowie                                                                                              | король Венгрии венг. Magyarország királya король Хорватии хорв. kralj Hrvatske король Польши (с 1434) пол. król Polski                                                                               | [ 107 ] [ 108 ] |
| С 10 (19) ноября 1444 года по 6 (15) января 1446 года — в третий раз под управлением надора Лёринца Хедервари (венг. Hédervári Lőrinc)       | | | | | | |
| | Янош Хуньяди (1407—1456) венг. Hunyadi János хорв. Janko Hunjadi рум. Ioan de Hunedoara                                                      | 6 [15] января 1446 | 2 [11] января 1453 | дом Хуньяди венг. Hunyadi-ház | викарий лат. vicarius губернатор Венгрии венг. Magyarország kormányzója | [ 96 ] [ 97 ] [ 109 ] |
| | Ласло V (1440—1457) венг. V. László хорв. Ladislav IV. нем. Ladislaus чеш. Ladislav                                                          | 2 [11] января 1453 | 23 ноября [2 декабря] 1457 | Альбертинская линия дома Габсбург венг. Habsburg-ház Alberti ág нем. Albertine Linie des Hauses Habsburg                                     | король Венгрии венг. Magyarország királya король Хорватии хорв. kralj Hrvatske эрцгерцог Австрии (с 1440) нем. Erzherzog von Österreich король Чехии (с 1453) чеш. Český král, нем. König von Böhmen | [ 11 ] [ 105 ] [ 106 ] |
| С 23 ноября (2 декабря) 1457 года по 24 января (2 февраля) 1458 года — под управлением надора Ласло Гараи (венг. Garai László)               | | | | | | |
| | Матьяш I (1443—1490) венг. I. Mátyás хорв. Matija I. нем. Matthias чеш. Matyáš I.                                                            | 24 января [2 февраля] 1458 | 6 [15] апреля 1490 | дом Хуньяди венг. Hunyadi-ház | король Венгрии венг. Magyarország királya король Хорватии хорв. kralj Hrvatske король Чехии (с 1469) чеш. Český král, нем. König von Böhmen эрцгерцог Австрии (с 1487) нем. Erzherzog von Österreich | [ 110 ] [ 111 ] |
| С 6 (15) апреля по 15 (24) июля 1490 года — под управлением епископа Эгера Доци Орбана (венг. Orbán Dóczi)                                   | | | | | | |
| | Уласло II (1456—1516) венг. II. Ulászló хорв. Vladislav II. чеш. Vladislav II.                                                               | 15 [24] июля 1490 | 13 [23] марта 1516 | дом Ягелло венг. Jagelló-ház пол. Jagiellonowie                                                                                              | король Венгрии венг. Magyarország királya король Хорватии хорв. kralj Hrvatske король Чехии (с 1471) чеш. Český král, нем. König von Böhmen                                                          | [ 112 ] [ 113 ] |
| | Лайош II (1506—1526) венг. II. Lajos хорв. Ludovik II. чеш. Ludvík                                                                           | 13 [23] марта 1516 | 29 августа [8 сентября] 1526 | дом Ягелло венг. Jagelló-ház пол. Jagiellonowie                                                                                              | король Венгрии венг. Magyarország királya король Хорватии хорв. kralj Hrvatske король Чехии чеш. Český král, нем. König von Böhmen                                                                   | [ 114 ] [ 115 ] [ 116 ] |

## Борьба домов Запольяи и Габсбург (1526—1576)

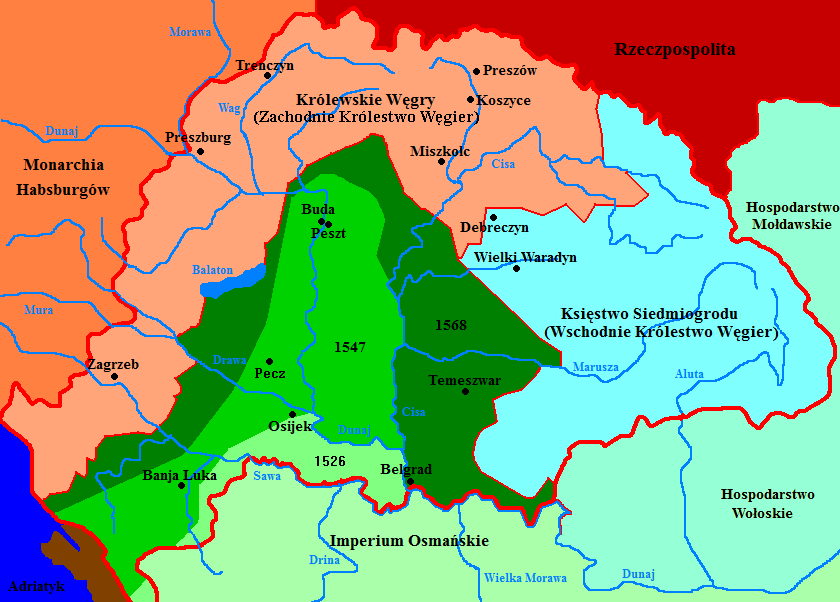
Разделение венгерских земель:
Османская империя
Восточно-Венгерское королевство
Королевская Венгрия (Габсбурги)

После гибели бездетного Лайоша II 29 августа [8 сентября] 1526 года в битве при Мохаче за права на венгерский престол развернулась война между сторонниками двух претендентов. Первым стал воевода Трансильвании Янош Запойяи, избранный королём на съезде в Токае 16 [26] октября 1526 года (повторное избрание состоялось в Секешфехерваре 10 [20] ноября 1526 года, коронация проведена там же на следующий день), вторым — супруг сестры Лайоша II Анны эрцгерцог Австрии Фердинанд I, обосновывающий свои права династическим союзом, заключённым в 1515 году на встрече представлявшего габсбургов его деда Максимилиана I, императора Священной Римской империи германской нации, и представлявших ягеллонов братьев Уласло II, короля Венгрии, и Сигизмунда I, короля Польши. Избрание Фердинанда I состоялось в Пресбурге (Братиславе) 17 [27] декабря 1526, коронация — 3 [13] ноября 1527 года, кроме того, он получил признание в Богемии (Чехии), Моравии, Силезии и Хорватии.
Война шла с переменным успехом: к весне 1529 года Янош Запольяи был вынужден укрыться в Польше и принял покровительство султана Османской империи Сулеймана I, после чего в ходе третьего венгерского похода османы 8 [18] сентября 1529 года заняли Буду и ввели Запольяи в королевский дворец. Вытесненный за пределы Венгрии Фердинанд в 1530 году предпринял контрнаступление, остановленное четвёртым венгерским походом османов, дошедших до Штирии. В 1533 году Сулейман I, занятый войной в Морее и планированием похода в Иран, заключил с Фердинандом договор, признав его королём Венгрии, равным Запольяи, что утвердило разделение Венгрии на две части. 24 февраля [6 марта] 1538 в городе Надьвараде (ныне Орадя, Румыния) претендентами был заключён договор, по которому бездетный Янош признавался королём Венгрии и правителем ⅔ земель королевства, а Фердинанд — правителем оставшейся трети земель на западе и наследником венгерского престола. Однако 7 [17] июля 1540 года у Яноша родился наследник, и договор утратил значение. После смерти Яноша I, последовавшей менее чем через месяц, его сын был провозглашён новым королём (коронация проведена не была), что привело к возобновлению военных действий. Фердинанд I добился для своего сына Максимилиана коронации на венгерский престол, состоявшейся 8 [18] сентября 1563 года в Пожони (Братиславе), под именем Микша, как своего соправителя, что сделало того преемником после смерти отца годом позже. Новая война габсбургов с османами завершилась Адрианопольским миром, закрепившим завоевания султана Селима II в центральной Венгрии; оставшийся открытым трансильванский вопрос был разрешён подписанием 16 [26] августа 1570 года между императором Священной Римской империи германской нации Максимилианом II (Микшей) и Яношем II договора. По нему Янош отказался от титула короля Венгрии, а император признавал его как «князя Трансильвании» (лат. princeps Transsylvaniae et partium regni Hungariae dominus — князь Трансильвании и правитель части Венгрии) при вассальной зависимости княжества от Венгерского королевства. Договор подтвердил единство Венгрии: земли передавались Яношу как имперскому князю.
В землях под управлением дома Запольяи, получивших в историографии наименование «Восточно-Венгерское королевство», правителями с королевским титулом являлись:
| Портрет | Имя (годы жизни)                    | Правление                | Правление                    | Династия                                       | Особенности титула                        | Пр.             |
| Портрет | Имя (годы жизни)                    | Начало                   | Окончание                    | Династия                                       | Особенности титула                        | Пр.             |
| ------- | ----------------------------------- | ------------------------ | ---------------------------- | ---------------------------------------------- | ----------------------------------------- | --------------- |
|         | Янош I (1487—1540) венг. I. János   | 16 [26] октября 1526     | 22 июля [1 августа] 1540     | дом Запольяи венг. Szapolyai-ház хорв. Zapolje | король Венгрии венг. Magyarország királya | [ 119 ] [ 120 ] |
|         | Янош II (1540—1571) венг. II. János | 22 июля [1 августа] 1540 | 16 августа [26 августа] 1570 | дом Запольяи венг. Szapolyai-ház хорв. Zapolje | король Венгрии венг. Magyarország királya | [ 121 ]         |

В составе монархии Габсбургов правителями венгерских земель, получивших в историографии наименование «Королевская Венгрия», являлись:
| Портрет | Имя (годы жизни)                                                                          | Правление                | Правление                | Династия                                                                       | Особенности титула | Пр.                     |
| Портрет | Имя (годы жизни)                                                                          | Начало                   | Окончание                | Династия                                                                       | Особенности титула | Пр.                     |
| ------- | ----------------------------------------------------------------------------------------- | ------------------------ | ------------------------ | ------------------------------------------------------------------------------ | --- | ----------------------- |
|         | Фердинанд I (1503—1564) венг. I. Ferdinánd хорв. , нем. и чеш. Ferdinand I.               | 17 [27] декабря 1526     | 25 июля [4 августа] 1564 | дом Габсбург венг. Habsburg-ház хорв. и нем. Habsburg лат. Domus Habsburgensis | король Венгрии венг. Magyarország királya Прочие титулы:король Хорватии (с 1527) хорв. kralj Hrvatske эрцгерцог Австрии (с 1521) нем. Erzherzog von Österreich король Чехии чеш. Český král, нем. König von Böhmen Римский король (1531—1558) лат. Rex Romanorum, нем. Römischer König император Священной Римской империи германской нации (с 1558) лат. Imperator Sancti Romani germanorum gentem, нем. Kaiser des Heiligen römischen Reiches Deutscher Nation | [ 117 ] [ 122 ] [ 123 ] |
|         | Микша (1527—1576) венг. Miksa хорв. Maksimilijan I. нем. Maximilian II. чеш. Maxmilián I. | 25 июля [4 августа] 1564 | 12 [22] октября 1576     | дом Габсбург венг. Habsburg-ház хорв. и нем. Habsburg лат. Domus Habsburgensis | король Венгрии венг. Magyarország királya Прочие титулы:король Хорватии хорв. kralj Hrvatske король Чехии (с 1564) чеш. Český král, нем. König von Böhmen император Священной Римской империи германской нации (с 1564) лат. Imperator Sancti Romani germanorum gentem, нем. Kaiser des Heiligen römischen Reiches Deutscher Nation эрцгерцог Австрии (с 1564) нем. Erzherzog von Österreich                                                                     | [ 124 ] [ 125 ] [ 126 ] |

## В составе монархии Габсбургов (1576—1918)
В 1587 году Венгрия перешла на григорианский календарь: смена даты была произведена 21 октября [1 ноября] 1587 года. В 1687 году Венгрия, являвшаяся избирательной монархией, приняла дом Габсбург в качестве наследственных королей по салическому закону (при исчезновении мужской линии дома избирательность подлежала восстановлению). 19 апреля 1713 года император Священной Римской империи германской нации Карл VI (венгерский король Кароль III) объявил прагматическую санкцию (лат. Sanctio Pragmatica, нем. Pragmatische Sanktion) — закон о престолонаследии, гарантировавший нераздельность наследственных земель габсбургов и установивший возможность при отсутствии сыновей перехода их к дочерям по праву первородства. В Венгрии после переговоров сейм принял отдельную прагматическую санкцию, закрепившую право наследования исключительно за дочерьми самого Кароля III и дочерьми предшествовавших ему на престоле старшего брата Йожефа I и отца Липота I, что подтвердило конституционное управление Венгрией как условие правления в ней Габсбургов.
В 1745 году из территорий, полученных от Османской империи по Карловицкому миру, заключённому 26 января 1699 года, было создано королевство Славония (хорв. Kraljevina Slavonija), вошедшее в правовую систему Хорватии, включая установления венгерско-хорватской унии. 19 августа 1758 года Римский папа Климент XIII возобновил для Марии Терезии и её потомков, коронованных святой короной, принадлежавший первому венгерскому королю Иштвану I Святому титул апостолический король (Его / её (королевское) апостолическое величество, венг. apostoli Királya / apostoli királynője).
Провозглашённая 11 августа 1804 года Австрийская империя в 1867 году, в соответствии с достигнутым 15 марта 1867 года австро-венгерским соглашением, была преобразована в двуединую (K. und k.) монархию, состоящую, во-первых, из земель, представленных в Рейхсрате и находящихся под началом короны австрийского императора («Цислейтании») и, во-вторых, из земель, находящихся под началом Короны Святого Иштвана, представленных в собственном Государственном собрании (венг. Országgyűlés) и самостоятельных во внутренних делах («Транслейтании»).
| Портрет | Имя (годы жизни) | Правление            | Правление       | Династия                                                                          | Особенности титула | Пр.                                                    |
| Портрет | Имя (годы жизни) | Начало               | Окончание       | Династия                                                                          | Особенности титула | Пр.                                                    |
| ------- | --- | -------------------- | --------------- | --------------------------------------------------------------------------------- | --- | ------------------------------------------------------ |
|         | Режё (1552—1612) венг. Rezsö хорв. , нем. и чеш. Rudolf II. | 12 [22] октября 1576 | 19 ноября 1608  | дом Габсбург венг. Habsburg-ház хорв. и нем. Habsburg лат. Domus Habsburgensis    | король Венгрии венг. Magyarország királya Прочие титулы: король Хорватии хорв. kralj Hrvatske эрцгерцог Австрии (с 1576) нем. Erzherzog von Österreich король Чехии (1576—1611) чеш. Český král, нем. König von Böhmen Римский король (1575—1576) лат. Rex Romanorum, нем. Römischer König император Священной Римской империи германской нации (с 1576) лат. Imperator Sancti Romani germanorum gentem, нем. Kaiser des Heiligen römischen Reiches Deutscher Nation | [ 133 ] [ 134 ] [ 135 ]                                |
|         | Матьяш II (1557—1619) венг. II. Mátyás хорв. Matija II. нем. Matthias чеш. Matyáš | 19 ноября 1608       | 1 июля 1618     | дом Габсбург венг. Habsburg-ház хорв. и нем. Habsburg лат. Domus Habsburgensis    | король Венгрии венг. Magyarország királya Прочие титулы:король Хорватии хорв. kralj Hrvatske эрцгерцог Австрии (с 1608) нем. Erzherzog von Österreich король Чехии (с 1611) чеш. Český král, нем. König von Böhmen император Священной Римской империи германской нации (с 1612) лат. Imperator Sancti Romani germanorum gentem, нем. Kaiser des Heiligen römischen Reiches Deutscher Nation | [ 136 ] [ 137 ]                                        |
|         | Фердинанд II (1578—1637) венг. II. Ferdinánd хорв. , нем. и чеш. Ferdinand II. | 1 июля 1618          | 15 февраля 1637 | дом Габсбург венг. Habsburg-ház хорв. и нем. Habsburg лат. Domus Habsburgensis    | король Венгрии венг. Magyarország királya Прочие титулы:король Хорватии хорв. kralj Hrvatske герцог Штирии (с 1590) нем. Herzog der Steiermark герцог Каринтии (с 1590) нем. Herzog von Kärnten, словен. Koronski vojvoda король Чехии (с 1617) чеш. Český král, нем. König von Böhmen эрцгерцог Австрии (с 1619) нем. Erzherzog von Österreich император Священной Римской империи германской нации (с 1619) лат. Imperator Sancti Romani germanorum gentem, нем. Kaiser des Heiligen römischen Reiches Deutscher Nation | [ 138 ] [ 139 ] [ 140 ]                                |
|         | Габор Бетлен (1580—1629) венг. Bethlen Gábor | 25 августа 1620      | 31 декабря 1621 | семья Бетлен венг. Bethlen család                                                 | король Венгрии венг. Magyarország királya князь Трансильвании (с 1613) венг. Erdélyi fejedelem | [ 141 ]                                                |
|         | Фердинанд III (1608—1657) венг. III. Ferdinánd хорв. , нем. и чеш. Ferdinand III. | 15 февраля 1637      | 2 апреля 1657   | дом Габсбург венг. Habsburg-ház хорв. и нем. Habsburg лат. Domus Habsburgensis    | король Венгрии венг. Magyarország királya Прочие титулы:король Хорватии хорв. kralj Hrvatske король Чехии (с 1627) чеш. Český král, нем. König von Böhmen эрцгерцог Австрии (с 1637) нем. Erzherzog von Österreich Римский король (1636—1637) лат. Rex Romanorum, нем. Römischer König император Священной Римской империи германской нации (с 1637) лат. Imperator Sancti Romani germanorum gentem, нем. Kaiser des Heiligen römischen Reiches Deutscher Nation герцог Тешина (с 1654) пол. Księstwo cieszyńskie, чеш. Těšínské knížectví, нем. Herzogtum Teschen | [ 142 ] [ 143 ] [ 144 ]                                |
|         | Фердинанд IV (1633—1654) венг. IV. Ferdinánd нем. и чеш. Ferdinand IV. | 16 июня 1647         | 9 июля 1654     | дом Габсбург венг. Habsburg-ház хорв. и нем. Habsburg лат. Domus Habsburgensis    | титулярный король Венгрии титулярный король Чехии (с 1646) герцог Тешина (с 1653) пол. Księstwo cieszyńskie, чеш. Těšínské knížectví, нем. Herzogtum Teschen Римский король (с 1653) лат. Rex Romanorum, нем. Römischer König | [ 145 ]                                                |
|         | Липот I (1640—1705) венг. I. Lipót хорв. , нем. и чеш. Leopold I. | 2 апреля 1657        | 5 мая 1705      | дом Габсбург венг. Habsburg-ház хорв. и нем. Habsburg лат. Domus Habsburgensis    | король Венгрии венг. Magyarország királya Прочие титулы:король Хорватии хорв. kralj Hrvatske король Чехии (с 1654) чеш. Český král, нем. König von Böhmen эрцгерцог Австрии (с 1657) герцог Тешина (с 1657) пол. Księstwo cieszyńskie, чеш. Těšínské knížectví, нем. Herzogtum Teschen нем. Erzherzog von Österreich император Священной Римской империи германской нации (с 1658) лат. Imperator Sancti Romani germanorum gentem, нем. Kaiser des Heiligen römischen Reiches Deutscher Nation | [ 146 ] [ 147 ] [ 148 ]                                |
|         | Йожеф I (1678—1711) венг. I. József хорв. Josip I. нем. Joseph I. чеш. Josef I. | 5 мая 1705           | 17 апреля 1711  | дом Габсбург венг. Habsburg-ház хорв. и нем. Habsburg лат. Domus Habsburgensis    | король Венгрии венг. Magyarország királya Прочие титулы:король Хорватии хорв. kralj Hrvatske Римский король (1690—1705) лат. Rex Romanorum, нем. Römischer König император Священной Римской империи германской нации (с 1705) лат. Imperator Sancti Romani germanorum gentem, нем. Kaiser des Heiligen römischen Reiches Deutscher Nation король Чехии (с 1705) чеш. Český král, нем. König von Böhmen эрцгерцог Австрии (с 1705) нем. Erzherzog von Österreich герцог Тешина (с 1705) пол. Księstwo cieszyńskie, чеш. Těšínské knížectví, нем. Herzogtum Teschen | [ 149 ] [ 150 ]                                        |
|         | Ференц II Ракоци (1676—1735) венг. II. Rákóczi Ferenc | 20 июля 1705         | 21 февраля 1711 | семья Ракоци венг. Rákóczi család                                                 | правящий князь Венгрии венг. Magyarország vezérlő fejedelme князь Трансильвании (1704—1711) венг. Erdélyi fejedelem | [ 151 ]                                                |
|         | Кароль III (1685—1740) венг. III. Károly хорв. Karlo III. итал. Carlo III нем. Karl VI. чеш. Karel II. фр. Charles IV                                                                      | 17 апреля 1711       | 20 октября 1740 | дом Габсбург венг. Habsburg-ház хорв. и нем. Habsburg лат. Domus Habsburgensis    | король Венгрии венг. Magyarország királya Прочие титулы:король Хорватии хорв. kralj Hrvatske император Священной Римской империи германской нации (с 1711) лат. Imperator Sancti Romani germanorum gentem, нем. Kaiser des Heiligen römischen Reiches Deutscher Nation король Чехии (с 1711) чеш. Český král, нем. König von Böhmen эрцгерцог Австрии (с 1711) нем. Erzherzog von Österreich герцог Тешина (1711—1722) пол. Księstwo cieszyńskie, чеш. Těšínské knížectví, нем. Herzogtum Teschen герцог Люксембурга (с 1713) нем. Herzog von Luxemburg, фр. duc de Luxembourg маркграф Намюра (с 1713) фр. margrave de Namur герцог Брабанта (с 1713) фр. duc de Brabant герцог Лимбурга (с 1713) фр. duc de Limbourg граф Фландрии (с 1713) фр. comte de Flandre граф Эно (с 1713) фр. comte de Hainaut, нем. Graf von Hennegau король Неаполя (1713—1735) итал. re di Napoli король Сардинии (1713—1720) итал. re di Sardegna герцог Милана (с 1714) итал. duca di Milano король Сицилии (1720—1735) итал. re di Sicilia герцог Пармы и Пьяченцы (с 1735) итал. duca di Parma e Piacenza | [ 152 ] [ 153 ] [ 154 ]                                |
|         | Мария II (1717—1780) венг. II. Mária хорв. Marija Terezija итал. и пол. Maria Teresa нем. Maria Theresia чеш. Marie Terezie фр. Marie-Thérèse пол. Marie-Thérèse укр. Марія-Терезія        | 20 октября 1740      | 29 ноября 1780  | дом Габсбург венг. Habsburg-ház хорв. и нем. Habsburg лат. Domus Habsburgensis    | королева Венгрии (с 1758 года апостолическая королева) венг. Magyarország királynője (apostoli királynője) Прочие титулы:королева Хорватии хорв. kraljica Hrvatske королева Чехии (1740—1741 и с 1743) чеш. Český královna, нем. Königin von Böhmen герцогиня Пармы и Пьяченцы (1740—1748) итал. duchessa di Parma e Piacenza эрцгерцогиня Австрии нем. Erzherzogin von Österreich герцогиня Брабанта фр. duchesse de Brabant герцогиня Лимбурга фр. duchesse de Limbourg герцогиня Люксембурга нем. Herzogin von Luxemburg, фр. duchesse de Luxembourg герцогиня Милана итал. duchessa di Milano графиня Фландрии фр. comtesse de Flandre графиня Эно фр. comtesse de Hainaut, нем. Gräfin von Hennegau маркграфиня Намюра фр. margravesse de Namur королева Славонии (с 1745) хорв. kraljica Slavonije королева Галиции и Лодомерии (с 1772) пол. królowa Galicji i Lodomerii, укр. королева Галичини та Володимирії | [ 155 ] [ 156 ] [ 157 ]                                |
|         | Йожеф II (1741—1790) венг. II. József хорв. Josip II. нем. и фр. Joseph II. чеш. Josef II. итал. Giuseppe II пол. Józef II укр. Йосиф II                                                   | 29 ноября 1780       | 20 февраля 1790 | Габсбург-Лотарингский дом венг. Habsburg–Lotaringiai-ház нем. Habsburg-Lothringen | король Венгрии венг. Magyarország királya Прочие титулы:король Хорватии и король Славонии хорв. kralj Hrvatske i kralj Slavonije эрцгерцог Австрии нем. Erzherzogin von Österreich император Священной Римской империи германской нации (с 1765) лат. Imperator Sancti Romani germanorum gentem, нем. Kaiser des Heiligen römischen Reiches Deutscher Nation король Чехии чеш. Český král, нем. König von Böhmen король Галиции и Лодомерии пол. król Galicji i Lodomerii, укр. король Галичини та Володимирії герцог Брабанта фр. duc de Brabant герцог Лимбурга фр. duc de Limbourg герцог Люксембурга нем. Herzog von Luxemburg, фр. duc de Luxembourg герцог Милана итал. duca di Milano граф Фландрии фр. comte de Flandre граф Эно фр. comte de Hainaut, нем. Gräf von Hennegau маркграф Намюра фр. margrave de Namur | [ 158 ] [ 159 ] [ 160 ]                                |
|         | Липот II (1747—1792) венг. II. Lipót хорв. , нем. , чеш. и пол. Leopold II. итал. Leopoldo II фр. Léopold II укр. Леопольд II                                                              | 20 февраля 1790      | 1 марта 1792    | Габсбург-Лотарингский дом венг. Habsburg–Lotaringiai-ház нем. Habsburg-Lothringen | апостолический король Венгрии венг. Magyarország apostoli királya Прочие титулы:король Хорватии и король Славонии хорв. kralj Hrvatske i kralj Slavonije эрцгерцог Австрии нем. Erzherzogin von Österreich великий герцог Тосканы (с 1765) итал. granduca di Toscana император Священной Римской империи германской нации лат. Imperator Sancti Romani germanorum gentem, нем. Kaiser des Heiligen römischen Reiches Deutscher Nation король Чехии чеш. Český král, нем. König von Böhmen король Галиции и Лодомерии пол. król Galicji i Lodomerii, укр. король Галичини та Володимирії герцог Брабанта фр. duc de Brabant герцог Лимбурга фр. duc de Limbourg герцог Люксембурга нем. Herzog von Luxemburg, фр. duc de Luxembourg герцог Милана итал. duca di Milano граф Фландрии фр. comte de Flandre граф Эно фр. comte de Hainaut, нем. Gräf von Hennegau маркграф Намюра фр. margrave de Namur | [ 161 ] [ 162 ] [ 163 ]                                |
|         | Ференц I (1768—1735) венг. I. Ferenc хорв. Franjo I. нем. Franz II. чеш. František I. итал. Francesco II фр. François Ier пол. František I. укр. Франц II                                  | 1 марта 1792         | 2 марта 1835    | Габсбург-Лотарингский дом венг. Habsburg–Lotaringiai-ház нем. Habsburg-Lothringen | апостолический король Венгрии венг. Magyarország apostoli királya Прочие титулы:король Хорватии и король Славонии хорв. kralj Hrvatske i kralj Slavonije король Чехии чеш. Český král, нем. König von Böhmen король Галиции и Лодомерии пол. król Galicji i Lodomerii, укр. король Галичини та Володимирії герцог Милана (1792—1796) итал. duca di Milano герцог Брабанта (1792—1797) фр. duc de Brabant герцог Лимбурга (1792—1797) фр. duc de Limbourg герцог Люксембурга (1792—1797) нем. Herzog von Luxemburg, фр. duc de Luxembourg граф Фландрии (1792—1797) фр. comte de Flandre граф Эно (1792—1797) фр. comte de Hainaut, нем. Gräf von Hennegau маркграф Намюра (1792—1797) фр. margrave de Namur император Священной Римской империи германской нации (1792—1806) лат. Imperator Sancti Romani germanorum gentem, нем. Kaiser des Heiligen römischen Reiches Deutscher Nation эрцгерцог Австрии (1792—1806) нем. Erzherzogin von Österreich император Австрии (с 1804) нем. Kaiser von Österreich король Ломбардии и Венеции (с 1815) итал. re di Lombardia e Venezia король Далмации (с 1815) итал. re di Dalmazia, хорв. kralj Dalmacije президент Германского союза (с 1815) нем. Präsident des Deutschen Bundes король Иллирии (с 1816) хорв. и словен. kralj Ilirije | [ 165 ] [ 166 ] [ 167 ]                                |
|         | Фердинанд V (1793—1875) венг. V. Ferdinánd хорв. , нем. и чеш. Ferdinand I. итал. Ferdinando I пол. Ferdynand I укр. Фердинанд I                                                           | 2 марта 1835         | 2 декабря 1848  | Габсбург-Лотарингский дом венг. Habsburg–Lotaringiai-ház нем. Habsburg-Lothringen | апостолический король Венгрии венг. Magyarország apostoli királya Прочие титулы:король Хорватии и король Славонии хорв. kralj Hrvatske i kralj Slavonije император Австрии нем. Kaiser von Österreich король Чехии чеш. Český král, нем. König von Böhmen король Галиции и Лодомерии пол. król Galicji i Lodomerii, укр. король Галичини та Володимирії король Ломбардии и Венеции итал. re di Lombardia e Venezia король Далмации итал. re di Dalmazia, хорв. kralj Dalmacije король Иллирии хорв. и словен. kralj Ilirije президент Германского союза (до 1848) нем. Präsident des Deutschen Bundes | [ 168 ] [ 169 ]                                        |
|         | Ференц Йожеф I (1830—1916) венг. I. Ferenc József хорв. Franjo Josip I. нем. Franz Joseph I. чеш. František Josef I. итал. Francesco Giuseppe I пол. Franciszek Józef I укр. Франц Йосиф I | 2 декабря 1848       | 21 ноября 1916  | Габсбург-Лотарингский дом венг. Habsburg–Lotaringiai-ház нем. Habsburg-Lothringen | апостолический король Венгрии венг. Magyarország apostoli királya Прочие титулы:король Хорватии и король Славонии (до 1868) хорв. kralj Hrvatske i kralj Slavonije император Австрии нем. Kaiser von Österreich король Чехии чеш. Český král, нем. König von Böhmen король Галиции и Лодомерии пол. król Galicji i Lodomerii, укр. король Галичини та Володимирії король Ломбардии и Венеции (до 1866) итал. re di Lombardia e Venezia король Далмации итал. re di Dalmazia, хорв. kralj Dalmacije король Иллирии (до 1849) хорв. и словен. kralj Ilirije президент Германского союза (1850—1866) нем. Präsident des Deutschen Bundes король Хорватии и Славонии (с 1868). хорв. kralj Hrvatske i Slavonije | [ 170 ] [ 171 ] [ 172 ]                                |
|         | | 14 апреля 1849       | 13 августа 1849 | Революционные правительства Венгерского государства ()                            | Революционные правительства Венгерского государства () | Революционные правительства Венгерского государства () |
|         | Кароль IV (1887—1922) венг. IV. Károly хорв. Karlo IV. нем. Карл I. чеш. Karel III. пол. Karol I укр. Карл I                                                                               | 21 ноября 1916       | 12 ноября 1918  | Габсбург-Лотарингский дом                                                         | апостолический король Венгрии венг. Magyarország apostoli királya Прочие титулы:король Хорватии и Славонии хорв. kralj Hrvatske i Slavonije император Австрии нем. Kaiser von Österreich король Чехии чеш. Český král, нем. König von Böhmen король Галиции и Лодомерии пол. król Galicji i Lodomerii, укр. король Галичини та Володимирії король Далмации итал. re di Dalmazia, хорв. kralj Dalmacije | [ 173 ] [ 174 ]                                        |

### Венгерское государство (1849)
В период Венгерской революции 1848—1849 годов 14 апреля 1849 года парламент Венгрии принял декларацию о независимости и низложил Габсбург-Лотарингский дом. Лайош Кошут, возглавляющий Комитет национальной обороны, был провозглашён президент-губернатором (венг. kormányzó-elnökké), главой Венгерского государства, после чего Комитет де-факто прекратил свою деятельность. 11 августа 1849 года на фоне военного поражения революционных сил от императорской армии (поддержанной российским экспедиционным корпусом) военным и гражданским диктатором был назначен генерал Артур Гёргей, который 13 августа 1849 года подписал капитуляцию революционной армии. После подавления революции был восстановлен статус Венгерского Королевства как части Австрийской империи в соответствии с Прагматической санкцией 1723 года.
|        | Портрет | Имя (годы жизни) | Полномочия      | Полномочия      | Партия               | Наименование должности         | Пр.     |
| Начало | Портрет | Имя (годы жизни) | Окончание       |                 | Партия               | Наименование должности         | Пр.     |
| ------ | ------- | --- | --------------- | --------------- | -------------------- | ------------------------------ | ------- |
| 1      |         | Лайош Кошут (1802—1894) венг. Kossuth Lajos                                                                                     | 14 апреля 1849  | 11 августа 1849 | Оппозиционная партия | президент-губернатор           | [ 178 ] |
| —      |         | генерал Артур Гёргей (1818—1916) венг. Görgei Artúr урожд. Йоханнес Артур Вольдемар Гёргай нем. Johannes Arthur Woldemár Görgey | 11 августа 1849 | 13 августа 1849 | независимый          | военный и гражданский диктатор | [ 179 ] |

## Республиканские правительства (1918—1920)
В период Распада Австро-Венгрии и последующего становления независимого венгерского государства существовало несколько, в том числе противоборствующих, республиканских политических режимов (во-первых, Венгерская Народная Республика с 16 ноября 1918 года по 21 марта 1919 года; во-вторых, Венгерская Советская Республика с 21 марта 1919 года по 6 августа 1919 года; в третьих, противостоящие ей контрреволюционные правительства, находившиеся на свободных от румынской оккупации территориях с 5 мая 1919 года по 12 августа 1919 года; в четвёртых, Венгерская Республика в условиях румынской оккупации с 7 августа 1919 года по 15 марта 1920 года).
Республиканский период был завершён 29 февраля 1920 года восстановлением Королевства Венгрия под управлением регента, вице-адмирала Миклоша Хорти.

### Венгерская Народная Республика (1918—1919)
Венгерская Народная Республика (венг. Magyar Népköztársaság) была провозглашена 16 ноября 1918 года, её временным главой стал премьер-министр граф Михай Каройи, который 11 января 1919 года был избран временным президентом страны. 21 марта 1919 года Социал-демократическая партия Венгрии и Партия коммунистов Венгрии объединились в Венгерскую социалистическую партию, получив большинство в Будапештском рабоче-солдатском совете, который в тот же день провозгласил Венгерскую Советскую Республику.
|        | Портрет        | Имя (годы жизни)                                                                         | Полномочия     | Полномочия          | Партия                                    | Наименование должности                                     | Пр.     |
| Начало | Портрет        | Имя (годы жизни)                                                                         | Окончание      |                     | Партия                                    | Наименование должности                                     | Пр.     |
| ------ | -------------- | ---------------------------------------------------------------------------------------- | -------------- | ------------------- | ----------------------------------------- | ---------------------------------------------------------- | ------- |
| и. о.  |                | граф Михай Адам Дьёрдь Миклош Каройи (1875—1955) венг. Károlyi Mihály Ádám György Miklós | 16 ноября 1918 | 11 января 1919      | Партия независимости и 1848 года (Каройи) | премьер-министр, исполняющий обязанности главы государства | [ 186 ] |
| 2      | 11 января 1919 | граф Михай Адам Дьёрдь Миклош Каройи (1875—1955) венг. Károlyi Mihály Ádám György Miklós | 21 марта 1919  | временный президент | Партия независимости и 1848 года (Каройи) |                                                            | [ 186 ] |

### Венгерская Советская Республика (1919)
Венгерская Советская Республика (дословно — Советская Республика в Венгрии, венг. Magyarországi Tanácsköztársaság) — политический режим, провозглашённый 21 марта 1919 года и прекративший существование 6 августа 1919 года после военного поражения Красной армии от войск королевской Румынии. Во главе советского государства стоял Центральный исполнительный комитет (венг. Központi Intéző Bizottság), постоянный орган Государственного собрания Советов (венг. Tanácsok Országos Gyűlése). 23 июня 1919 года Государственное собрание Советов утвердило конституцию Венгерской Социалистической Федеративной Советской Республики (венг. Magyarországi Szocialista Szövetséges Tanácsköztársaság), что было обусловлено стремлением распространить советскую власть на все территории, входившие в венгерское королевство (это было частично реализовано созданием Словацкой Советской Республики). В связи с этим руководящий орган стал называться Федеральный центральный исполнительный комитет (венг. Szövetséges Központi Intéző Bizottság). 2 августа 1919 года большинство членов советского правительства бежали в Австрию. Накануне Будапештским Советом рабочих депутатов при поддержке представителей Антанты было избрано новое правительство во главе с Дьюлой Пейдлем, действовавшее до 6 августа 1919 года (4 августа 1919 года в Будапешт были введены румынские войска).
|        | Портрет | Имя (годы жизни)                              | Полномочия     | Полномочия     | Партия                                                                                           | Наименование должности                                            | Пр.     |
| Начало | Портрет | Имя (годы жизни)                              | Окончание      |                | Партия                                                                                           | Наименование должности                                            | Пр.     |
| ------ | ------- | --------------------------------------------- | -------------- | -------------- | ------------------------------------------------------------------------------------------------ | ----------------------------------------------------------------- | ------- |
| 3      |         | Шандор Гарбаи (1879—1947) венг. Garbai Sándor | 21 марта 1919  | 1 августа 1919 | Венгерская социалистическая партия → Венгерская социалистическая-коммунистическая рабочая партия | председатель (федерального) Центрального исполнительного комитета | [ 187 ] |
| и. о.  |         | Дьюла Пейдль (1873—1943) венг. Peidl Gyula    | 1 августа 1919 | 6 августа 1919 | Социал-демократическая партия Венгрии                                                            | премьер-министр, исполняющий обязанности главы государства        | [ 188 ] |

### Первая Венгерская Республика (1919—1920)
Венгерской Республикой (Первой Венгерской Республикой) в историографии принято называть политический режим, существовавший в условиях румынской оккупации, направленный на восстановление в Венгрии статус-кво по состоянию на октябрь 1918 года. Формально считалось, что восстановлена Венгерская Народная Республика, провозглашённая 16 ноября 1918 года. 6 августа 1919 года Иштван Фридрих бескровно сместил социал-демократическое правительство Дьюлы Пейдля при поддержке румынской армии. На следующий день эрцгерцог Йозеф Август объявил себя «регентом Венгрии» (сложил полномочия 23 августа 1919 года) и назначил Иштвана Фридриха премьер-министром. 24 ноября 1919 года под давлением Антанты И. Фридриха сменил Карой Хусар. 29 февраля 1920 года парламент восстановил венгерскую монархию, однако отложил избрание короля до прекращения гражданских беспорядков, назначив регентом вице-адмирала Миклоша Хорти.
|        | Портрет         | Имя (годы жизни) | Полномочия      | Полномочия                                  | Партия          | Наименование должности                                     | Пр.     |
| Начало | Портрет         | Имя (годы жизни) | Окончание       |                                             | Партия          | Наименование должности                                     | Пр.     |
| ------ | --------------- | --- | --------------- | ------------------------------------------- | --------------- | ---------------------------------------------------------- | ------- |
| —      |                 | фельдмаршал, эрцгерцог Иосиф-Август-Виктор-Клеменс-Мария Габсбург фон Альскут (1872—1962) нем. Josef August Viktor Klemens Marie Habsburg von Alscut урожд. Йозеф Август Виктор Клеменс Мария фон Эстеррайх нем. Joseph August Viktor Klemens Maria von Österreich | 6 августа 1919  | 23 августа 1919                             | независимый     | регент Венгрии                                             | [ 190 ] |
| и. о.  |                 | Иштван Фридрих (1883—1951) венг. Friedrich István | 23 августа 1919 | 30 августа 1919                             | независимый     | премьер-министр, исполняющий обязанности главы государства | [ 191 ] |
| и. о.  | 30 августа 1919 | Иштван Фридрих (1883—1951) венг. Friedrich István | 25 октября 1919 | Христианская национальная партия            |                 | премьер-министр, исполняющий обязанности главы государства | [ 191 ] |
| и. о.  | 25 октября 1919 | Иштван Фридрих (1883—1951) венг. Friedrich István | 24 ноября 1919  | Партия христианского национального единства |                 | премьер-министр, исполняющий обязанности главы государства | [ 191 ] |
| и. о.  |                 | Карой Хусар (1882—1941) венг. Huszár Károly | 24 ноября 1919  | Партия христианского национального единства | 29 февраля 1920 | премьер-министр, исполняющий обязанности главы государства | [ 192 ] |

## Королевство Венгрия (1920—1946)

### Регентство Миклоша Хорти (1920—1944)
29 февраля 1920 года парламент восстановил венгерскую монархию, однако отложил избрание короля до прекращения гражданских беспорядков, назначив регентом вице-адмирала Миклоша Хорти. Несмотря на то, что первоначально регент представлял Габсбург-Лотарингский дом и конкретно короля Кароля IV (венг. IV. Károly), регент не поддержал попытки короля вернуться в Венгрию, поскольку Чехословакия и Королевство сербов, хорватов и словенцев уведомили его, что расценят реставрацию Габсбургов как основание для вооружённого вторжения. 6 ноября 1920 года парламент аннулировал Прагматическую санкцию 1723 года, предоставлявшую королевский трон представителям Габсбург-Лотарингского дома, что позволило сохранять режим регента Миклоша Хорти неопределённое время.
В марте 1944 года регент дал согласие на ввод в Венгрию немецких войск, но при приближении советских войск 15 октября 1944 года премьер-министр генерал-полковник витязь Геза Лакатош объявил о перемирии со странами Антигитлеровской коалиции. Однако вывести страну из войны Миклошу Хорти не удалось: на следующий день его сын был похищен отрядом СС и взят в заложники, а в Будапеште произошёл поддержанный Германией государственный переворот, в результате которого регент передал власть лидеру прогерманской партии «Скрещённые стрелы» Ференцу Салаши, а сам с семьёй был вывезен в Баварию и помещён под домашний арест.
|        | Портрет | Имя (годы жизни)                                                  | Полномочия   | Полномочия      | Партия      | Наименование должности | Пр.             |
| Начало | Портрет | Имя (годы жизни)                                                  | Окончание    |                 | Партия      | Наименование должности | Пр.             |
| ------ | ------- | ----------------------------------------------------------------- | ------------ | --------------- | ----------- | ---------------------- | --------------- |
| —      |         | вице-адмирал, витязь Миклош Хорти (1872—1962) венг. Horthy Miklós | 1 марта 1920 | 16 октября 1944 | независимый | регент Венгрии         | [ 184 ] [ 185 ] |

### Правительство национального единства (1944—1945)
Правительство национального единства (венг. Nemzeti Összefogás Kormánya), или диктатура Салаши — марионеточный режим, существовавший с 16 октября 1944 года по 28 марта 1945 года на оккупированной нацистской Германией территории Королевства Венгрия. Используемое в историографии название Венгерское государство (венг. Magyar Állam) для этого периода является условным термином, поскольку юридически страна оставалась королевством. При этом 27 октября 1944 года парламент одобрил объединение постов королевского регента и главы правительства, после чего глава режима Ференц Салаши 4 ноября 1944 года был приведён к присяге как «Национальный лидер» (венг. Nemzetvezető). В ходе начавшейся 29 октября 1944 года Будапештской операции Красной Армии 26 декабря 1944 года было завершено окружение Будапешта, а 13 февраля 1945 года столица полностью перешла под контроль советских войск. 28 марта 1945 года Правительство национального единства, продолжавшее работу на контролируемых немцами территориях, формально было распущено, а его члены бежали в Германию.
|        | Портрет       | Имя (годы жизни)                                     | Полномочия      | Полномочия                                                            | Партия                                        | Наименование должности                                                                              | Пр.             |
| Начало | Портрет       | Имя (годы жизни)                                     | Окончание       |                                                                       | Партия                                        | Наименование должности                                                                              | Пр.             |
| ------ | ------------- | ---------------------------------------------------- | --------------- | --------------------------------------------------------------------- | --------------------------------------------- | --------------------------------------------------------------------------------------------------- | --------------- |
| и. о.  |               | майор Ференц Салаши (1897—1946) венг. Szálasi Ferenc | 16 октября 1944 | 4 ноября 1944                                                         | Партия скрещённых стрел — Венгерское движение | председатель Правительства национального единства, де-факто исполняющий обязанности регента Венгрии | [ 194 ] [ 195 ] |
| —      | 4 ноября 1944 | майор Ференц Салаши (1897—1946) венг. Szálasi Ferenc | 28 марта 1945   | национальный лидер, председатель Правительства национального единства | Партия скрещённых стрел — Венгерское движение | | [ 194 ] [ 195 ] |

### Временное Национальное собрание (1944—1945)
Временное Национальное собрание, избранное в ноябре 1944 года (позже проходили довыборы), работало в городе Сегед на территории восточной Венгрии, занятой Красной Армией. Его председатель де-факто осуществлял высшие государственные функции на контролируемой территории. 12 марта 1945 года в Будапеште, полностью перешедшем под контроль советских войск 13 февраля 1945 года, Временным Национальным собранием был образован состоящий из трёх членов коллективный орган — Высший национальный совет, получивший права по формированию правительства.
|        | Портрет | Имя (годы жизни)                             | Полномочия      | Полномочия    | Партия      | Наименование должности                         | Пр.     |
| Начало | Портрет | Имя (годы жизни)                             | Окончание       |               | Партия      | Наименование должности                         | Пр.     |
| ------ | ------- | -------------------------------------------- | --------------- | ------------- | ----------- | ---------------------------------------------- | ------- |
| —      |         | Бела Жеденьи (1894—1955) венг. Zsedényi Béla | 21 декабря 1944 | 12 марта 1945 | независимый | председатель Временного Национального собрания | [ 197 ] |

### Высший национальный совет (1945—1946)
Высший национальный совет, образованный 13 февраля 1945 года Временным Национальным собранием, являлся де-факто состоящим из трёх членов коллективным главой государства. 1 февраля 1946 года Национальным собранием была провозглашена Венгерская Республика (венг. Magyar Köztársaság), а премьер-министр Золтан Тилди был избран её президентом.
|        | Портрет | Имя (годы жизни)                                                                              | Полномочия       | Полномочия       | Партия                                                       | Наименование должности             | Пр.             |
| Начало | Портрет | Имя (годы жизни)                                                                              | Окончание        |                  | Партия                                                       | Наименование должности             | Пр.             |
| ------ | ------- | --------------------------------------------------------------------------------------------- | ---------------- | ---------------- | ------------------------------------------------------------ | ---------------------------------- | --------------- |
| —      |         | Бела Жеденьи (1894—1955) венг. Zsedényi Béla                                                  | 12 марта 1945    | 29 ноября 1945   | независимый                                                  | члены Высшего национального совета | [ 197 ]         |
| —      |         | генерал-полковник, витязь Бела Миклош (1890—1948) венг. Miklós Béla                           | 12 марта 1945    | 15 ноября 1945   | независимый                                                  | члены Высшего национального совета | [ 199 ]         |
| —      |         | Эрнё Герё (1891—1980) венг. Gerő Ernő урожд. Эрнё Зингер венг. Singer Ernő                    | 12 марта 1945    | 11 мая 1945      | Венгерская коммунистическая партия                           | члены Высшего национального совета | [ 200 ] [ 201 ] |
| —      |         | Йожеф Реваи (1898—1959) венг. Révai József                                                    | 11 мая 1945      | 27 сентября 1945 | Венгерская коммунистическая партия                           | члены Высшего национального совета | [ 202 ]         |
| —      |         | Матьяш Ракоши (1892—1971) венг. Rákosi Mátyás урожд. Матьяш Розенфельд венг. Rosenfeld Mátyás | 27 сентября 1945 | 7 декабря 1945   | Венгерская коммунистическая партия                           | члены Высшего национального совета | [ 203 ] [ 204 ] |
| —      |         | Золтан Тилди (1889—1961) венг. Tildy Zoltán                                                   | 15 ноября 1945   | 7 декабря 1945   | Независимая партия мелких хозяев, аграрных рабочих и граждан | члены Высшего национального совета | [ 205 ] [ 206 ] |
| —      |         | Ференц Надь (1903—1979) венг. Nagy Ferenc                                                     | 29 ноября 1945   | 1 февраля 1946   | Независимая партия мелких хозяев, аграрных рабочих и граждан | члены Высшего национального совета | [ 207 ] [ 208 ] |
| —      |         | Ласло Райк (1909—1949) венг. Rajk László                                                      | 7 декабря 1945   | 1 февраля 1946   | Венгерская коммунистическая партия                           | члены Высшего национального совета | [ 209 ] [ 210 ] |
| —      |         | прелат Бела Варга (1903—1995) венг. Varga Béla                                                | 7 декабря 1945   | 3 января 1946    | Независимая партия мелких хозяев, аграрных рабочих и граждан | члены Высшего национального совета | [ 211 ]         |
| —      |         | Ференц Седер (1881—1952) венг. Szeder Ferenc                                                  | 3 января 1946    | 1 февраля 1946   | Независимая партия мелких хозяев, аграрных рабочих и граждан | члены Высшего национального совета | [ 209 ]         |

## Вторая Венгерская Республика (1946—1949)
Венгерская Республика (венг. Magyar Köztársaság), именуемая в историографии как Вторая Венгерская Республика, была провозглашена 1 февраля 1946 года Национальным собранием, премьер-министр Золтан Тилди был избран её президентом (венг. Magyarország köztársasági elnöke). После лишения избирательных прав значительного числа «неблагонадёжных граждан» (обвинённых в сотрудничестве с салашистами) на прошедших 31 августа 1947 года выборах победу одержал «левый блок», возглавляемый коммунистами. После их объединения с социал-демократами в Венгерскую партию трудящихся (образованную 14 июня 1948 года), они получили конституционное большинство, позволившее принять 20 августа 1949 года конституцию, установившую в Венгрии однопартийную систему и провозгласившую Венгерскую Народную Республику.
|        | Портрет | Имя (годы жизни)                                              | Полномочия     | Полномочия      | Партия                                                       | Пр.             |
| Начало | Портрет | Имя (годы жизни)                                              | Окончание      |                 | Партия                                                       | Пр.             |
| ------ | ------- | ------------------------------------------------------------- | -------------- | --------------- | ------------------------------------------------------------ | --------------- |
| 4      |         | Золтан Тилди (1889—1961) венг. Tildy Zoltán                   | 1 февраля 1946 | 3 августа 1948  | Независимая партия мелких хозяев, аграрных рабочих и граждан | [ 205 ] [ 206 ] |
| 5 (I)  |         | Арпад Ференц Сакашич (1888—1965) венг. Szakasits Árpád Ferenc | 3 августа 1948 | 23 августа 1949 | Венгерская партия трудящихся                                 | [ 212 ]         |

## Венгерская Народная Республика (1949—1989)
Венгерская Народная Республика (венг. Magyar Népköztársaság) была провозглашена принятой 20 августа 1949 года конституцией, установившей в Венгрии однопартийную систему. Коллективным главой государства по новой конституции стал Президиум Венгерской Народной Республики (венг. A Magyar Népköztársaság Elnöki Tanácsa), впервые избранный 23 августа 1949 года. Его первым председателем (или президентом, венг. A Magyar Népköztársaság Elnöki Tanácsának elnöke) стал являвшийся до этого президентом республики Арпад Ференц Сакашич.
Летом 1989 года в Венгрии был организован Круглый стол с участием оппозиции, принявший решение по будущему изменению конституции и назначению многопартийных выборов на март 1990 года. 7 октября 1989 года на XIV съезде Венгерская социалистическая рабочая партия была преобразована в Венгерскую социалистическую партию, перейдя на позиции социал-демократии. Парламент на сессии с 16 по 20 октября принял закон, предусматривающий многопартийные парламентские выборы и прямые президентские выборы. 23 октября 1989 года был принят конституционный акт, изменивший название страны на «Венгерская Республика».
|               | Портрет                                    | Имя (годы жизни)                                              | Полномочия                                  | Полномочия      | Партия                       | Пр.     |
| Начало        | Портрет                                    | Имя (годы жизни)                                              | Окончание                                   |                 | Партия                       | Пр.     |
| ------------- | ------------------------------------------ | ------------------------------------------------------------- | ------------------------------------------- | --------------- | ---------------------------- | ------- |
| 5 (II)        |                                            | Арпад Ференц Сакашич (1888—1965) венг. Szakasits Árpád Ferenc | 23 августа 1949                             | 8 мая 1950      | Венгерская партия трудящихся | [ 212 ] |
| и. о.         |                                            | Лайош Драхош (1895—1983) венг. Drahos Lajos                   | 24 апреля 1950                              | 8 мая 1950      | Венгерская партия трудящихся | [ 217 ] |
| 6             |                                            | Шандор Ронаи (1892—1965) венг. Rónai Sándor                   | 8 мая 1950                                  | 14 августа 1952 | Венгерская партия трудящихся | [ 218 ] |
| 7             |                                            | Иштван Доби (1898—1968) венг. Dobi István                     | 14 августа 1952                             | 14 апреля 1967  | независимый                  | [ 219 ] |
| [ комм. 191 ] | Венгерская социалистическая рабочая партия | Иштван Доби (1898—1968) венг. Dobi István                     | 14 августа 1952                             | 14 апреля 1967  |                              | [ 219 ] |
| 8             | Венгерская социалистическая рабочая партия |                                                               | Пал Лошонци (1919—2005) венг. Losonczi Pál  | 14 апреля 1967  | 25 июня 1987                 | [ 220 ] |
| 9             | Венгерская социалистическая рабочая партия |                                                               | Карой Немет (1922—2008) венг. Németh Károly | 25 июня 1987    | 29 июня 1989                 | [ 221 ] |
| 10            |                                            | Бруно Ференц Штрауб (1914—1996) венг. Straub Ferenc Brunó     | 29 июня 1989                                | 23 октября 1989 | независимый                  | [ 222 ] |

## Третья Венгерская Республика (с 1989)
23 октября 1989 года был принят конституционный акт, изменивший название страны на Венгерская Республика (венг. Magyar Köztársaság) и восстановивший многопартийную систему и пост президента Венгерской Республики (венг. Magyar Köztársaság elnöke) как главы государства (до проведения выборов временным президентом стал председатель Национального собрания Матьяш Сюрёш, позже — Арпад Гёнц). Первые многопартийные выборы были проведены в 2 тура — 25 марта и 8 апреля 1990 года.
1 января 2012 года вступила в силу Конституция Венгрии, установившая новое официальное название страны — Венгрия (венг. Magyarország) и соответствующее наименование поста главы государства — президент Венгрии.
|           | Портрет        | Имя (годы жизни)                                                                                                   | Полномочия      | Полномочия      | Партия                                                      | Выборы          | Пр.             |
| Начало    | Портрет        | Имя (годы жизни)                                                                                                   | Окончание       |                 | Партия                                                      | Выборы          | Пр.             |
| --------- | -------------- | --- | --------------- | --------------- | ----------------------------------------------------------- | --------------- | --------------- |
| и. о.     |                | Матьяш Сюрёш (1933—) венг. Szűrös Mátyás                                                                           | 23 октября 1989 | 2 мая 1990      | Венгерская социалистическая партия                          |                 | [ 225 ]         |
| и. о.     |                | генерал-лейтенант Кальман Кери (1901—1994) венг. Kéri Kálmán                                                       | 2 мая 1990      | 2 мая 1990      | Венгерский демократический форум                            | [ 226 ] [ 227 ] |                 |
| и. о.     |                | Арпад Гёнц (1922—2015) венг. Göncz Árpád                                                                           | 2 мая 1990      | 3 августа 1990  | Альянс свободных демократов — Венгерская либеральная партия | [ 228 ] [ 229 ] |                 |
| 11 (I—II) | 3 августа 1990 | Арпад Гёнц (1922—2015) венг. Göncz Árpád                                                                           | 3 августа 1995  | 1990            | Альянс свободных демократов — Венгерская либеральная партия | [ 228 ] [ 229 ] |                 |
| 11 (I—II) | 3 августа 1995 | Арпад Гёнц (1922—2015) венг. Göncz Árpád                                                                           | 3 августа 2000  | 1995            | Альянс свободных демократов — Венгерская либеральная партия | [ 228 ] [ 229 ] |                 |
| 12        |                | Ференц Мадл (1931—2011) венг. Mádl Ferenc                                                                          | 4 августа 2000  | 4 августа 2005  | независимый                                                 | 2000            | [ 230 ] [ 231 ] |
| 13        |                | Ласло Шойом (1942—2023) венг. Sólyom László                                                                        | 5 августа 2005  | 6 августа 2010  | независимый                                                 | 2005            | [ 232 ] [ 233 ] |
| 14        |                | Паль Шмитт (1942—) венг. Schmitt Pál                                                                               | 6 августа 2010  | 2 апреля 2012   | Фидес — Венгерский гражданский союз                         | 2010            | [ 235 ] [ 236 ] |
| и. о.     |                | Ласло Кёвер (1959—) венг. Kövér László                                                                             | 2 апреля 2012   | 10 мая 2012     | Фидес — Венгерский гражданский союз                         | 2010            | [ 237 ]         |
| 15 (I—II) |                | Янош Адер (1959—) венг. Áder János                                                                                 | 10 мая 2012     | 8 мая 2017      | Фидес — Венгерский гражданский союз                         | 2012            | [ 238 ] [ 239 ] |
| 15 (I—II) | 8 мая 2017     | Янош Адер (1959—) венг. Áder János                                                                                 | 10 мая 2022     | 2017            | Фидес — Венгерский гражданский союз                         |                 | [ 238 ] [ 239 ] |
| 16        |                | Каталин Ева Верешне-Новак (1977—) венг. Veresné Novák Katalin Éva Урожд. Каталин Ева Новак венг. Novák Katalin Éva | 10 мая 2022     | 26 февраля 2024 | Фидес — Венгерский гражданский союз                         | 2022            | [ 242 ] [ 243 ] |
| и. о.     |                | Ласло Кёвер (1959—) венг. Kövér László                                                                             | 26 февраля 2024 | 5 марта 2024    | Фидес — Венгерский гражданский союз                         | 2022            | [ 237 ]         |
| 17        |                | Тамаш Шуйок (1956—) венг. Sulyok Tamás                                                                             | 5 марта 2024    | действующий     | независимый                                                 | 2024            | [ 244 ]         |

## Штандарты главы государства

Штандарт регента Венгрии (1921—1939)
Штандарт регента Венгрии (1939—1944)
Штандарт президента Венгрии (1948—1949)
Штандарт президента Венгрии (1990—2012)
Штандарт президента Венгрии (с 2012)